# Marstads naturreservat
Marstads naturreservat är ett naturreservat i Mjölby kommun i Östergötlands län.
Området är naturskyddat sedan 2019 och är 2,1 hektar stort. Reservatet ligger på slättlandskapet väster om Skänninge och omfattar kullar och Marstadsjön med omgivande kalkkärr.